# Soldaten og Jenny
Pour plus de détails, voir Fiche technique et Distribution.
Soldaten og Jenny (littéralement « le soldat et Jenny ») est un film danois réalisé par Johan Jacobsen, sorti en 1947.

## Synopsis
Un soldat tireur d'élite tombe amoureux d'une belle femme au passé trouble.

## Fiche technique
- Titre : Soldaten og Jenny
- Réalisation : Johan Jacobsen
- Scénario : Johan Jacobsen d'après la pièce de théâtre de Carl Erik Soya
- Musique : Kai Møller
- Photographie : Aage Wiltrup
- Montage : Anker Sørensen
- Production : Johan Jacobsen et John Olsen
- Société de production : Saga Studio
- Pays de production :  Danemark
- Genre : Drame et romance
- Durée : 92 minutes
- Date de sortie : 
  - Danemark : 30 octobre 1947

## Distribution
- Bodil Kjer : Jenny Christensen
- Poul Reichhardt : Robert Olsen, le soldat
- Karin Nellemose : Birgit Knauer
- Sigfred Johansen : George E. Richter
- Gunnar Lauring : Gustav Skov
- Maria Garland : Henriette Christensen
- Johannes Meyer : Frederik Christensen
- Elith Pio : Olaf Knauer

## Distinctions
Le film a reçu 3 Bodils, celui du meilleur film, celui du meilleur acteur pour Poul Reichhardt et celui de la meilleure actrice pour Bodil Kjer.